# Ulises Borges
Ulises Borges – piłkarz urugwajski, napastnik.
Jako piłkarz klubu Rampla Juniors wziął udział w turnieju Copa América 1937, gdzie Urugwaj zajął czwarte miejsce. Borges zagrał w dwóch meczach - z Paragwajem i Argentyną (w 75 minucie wszedł na boisko za Segundo Villadónigę).